# Kleinbahn Celle-Soltau, Celle-Munster
Die Kleinbahn Celle–Soltau, Celle–Munster GmbH war bis 1908 ein kommunaler Eigenbetrieb des Kreises Celle und firmierte ursprünglich als Kleinbahn Garßen–Bergen. 
Sie war Erbauer und Betreiber der Bahnstrecke Celle–Soltau und deren Zweigstrecke Beckedorf–Munster.
Die Initiative zum Bau einer Kleinbahn nach Bergen war vom Landkreis Celle ausgegangen. Die Eröffnung des Abschnittes Garßen–Beckedorf–Bergen fand am 23. April 1902 statt. Der Endpunkt Garßen kam zustande, weil sich mit der Stadt Celle keine Einigung über die Streckenführung im Gebiet der Stadt erzielen ließ. Nach Genehmigung der Kleinbahn Celle–Wittingen ließ sich allerdings eine Lösung in Form der Einführung in deren Strecke finden. So wurde mehr als zwei Jahre später, am 13. Dezember 1904, die Strecke nach Celle-Vorstadt an der Bahnstrecke Celle–Wittingen in Betrieb genommen, damit war ein direkter Verkehr von Bergen nach Celle möglich. Der Personenverkehr nach Garßen wurde damit aufgegeben, der Güterverkehr (Übergabe zur Staatsbahn) am 1. September 1910. Endgültig abgebaut wurden die Bahnanlagen in Garßen allerdings erst in den 1930er Jahren.
Mit der Kleinbahn Celle-Wittingen AG war bereits 1905 eine Betriebsgemeinschaft vereinbart worden. 
Am 23. April 1910 erfolgte die Verlängerung der Bahnstrecke von Bergen nach Soltau sowie von Beckedorf nach Munster. Dazu war 1908 die Kleinbahn Celle–Soltau, Celle–Munster als GmbH gegründet worden, an der neben dem Kreis Celle auch das Königreich Preußen, die Provinz Hannover sowie die Landkreise Fallingbostel und Soltau, die Stadt Celle und mehrere Anliegergemeinden beteiligt waren.
Im Zuge der Aufrüstung wurden mehrere Anschlüsse zu Militärlagern erstellt (Scheuen, Bergen), die einen starken Verkehr verursachten. Ab 1940 wurde die Bahn auf Grund einer reichseinheitlichen Regelung nicht mehr als Kleinbahn, sondern als Eisenbahn des öffentlichen Verkehrs behandelt; das drückte sich in der neuen Firma Eisenbahn Celle-Soltau, Celle–Munster aus.
Zum 1. März 1944 trat ein Verschmelzungsvertrag mit der Eisenbahn Celle–Wittingen AG zur Celler Eisenbahn AG in Kraft, diese fusionierte am 10. Juli 1944 zur Osthannoversche Eisenbahnen AG (OHE).
Heute findet auf beiden Strecken regelmäßiger Museumsbahnbetrieb statt.